# SC Karl-Marx-Stadt

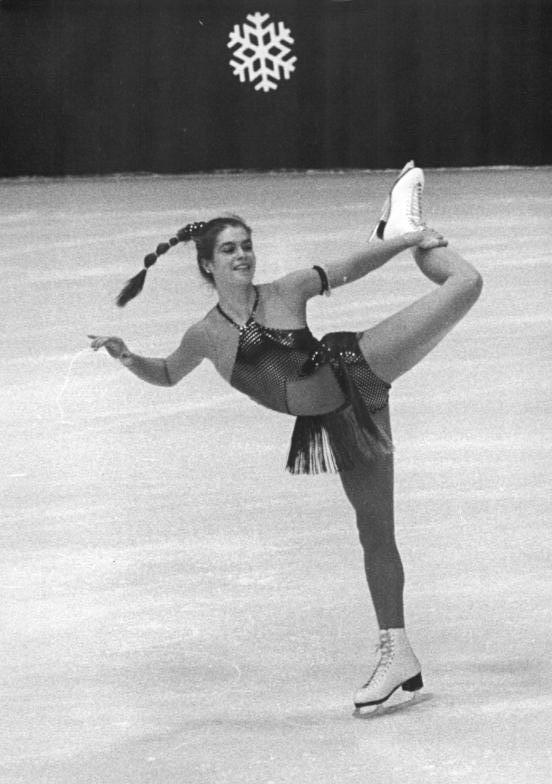
Storstjärnan i konståkning under 1980-talet Katarina Witt tävlade för SC Karl-Marx-Stadt.

SC Karl-Marx-Stadt var en idrottsförening i Karl Marx-Stadt i Östtyskland. Föreningen var inriktad på elitidrott med tyngdpunkterna på konståkning, tyngdlyftning, friidrott och simning.
Inom konståkningen tillhörde SC Karl-Marx-Stadt de allra bästa med fem OS-medaljer och 11 världs- och 19 europatitar. Tränaren Jutta Müller firade stora framgångar med Gabriele Seyfert och senare Anett Pötzsch och Katarina Witt. På herrsidan var de stora namnen Günter Zöller och Jan Hoffmann. Tränaren Irene Salzmann var framgångsrik och vann som tränare par-VM 1982 med Sabine Baess och Tassilo Thierbach. Idag återfinns verksamheten i Eislaufverein Chemnitz.